# کورچاک ۲۱۶۳
سیارک ۲۱۶۳ (به انگلیسی: 2163 Korczak، نامگذاری:1971SP1) دو هزار و صد و شصت و سومین سیارک کشف شده‌است که در ۱۶ سپتامبر ۱۹۷۱ کشف شد.
قدر مطلق سیارک برابر ۱۱٫۷۰ است.